# Rogelio Domínguez
Rogelio Domínguez (9 de març de 1931 - 23 de juliol de 2004) fou un futbolista argentí.
Va jugar com a titular la final de la Copa d'Europa de 1959, que el Reial Madrid va guanyar contra l'Stade de Reims al Neckarstadion de Stuttgart, i que suposà la quarta Copa d'Europa consecutiva per als blancs. També va jugar com a titular la final de la Copa d'Europa de 1960, que el Madrid va guanyar contra l'Eintracht Frankfurt al Hampden Park de Glasgow, i que va tancar per al club madrileny la ratxa de cinc victòries consecutives a la Copa d'Europa.

## Selecció de l'Argentina
Va formar part de l'equip argentí a la Copa del Món de 1962.
Fou jugador del Reial Madrid a la dècada dels 50.